# 谷祥鈴
谷祥鈴，台北人，曾參加1993年世界中華民國小姐決選（第三名）與1995年國際中華小姐競選（第一名）。

## 獎項
曾於1993年10月底參加1993年世界中華民國小姐決選，獲得第三名。
1995年，谷祥鈴參加香港電視廣播有限公司主辦的年度國際選美賽事國際中華小姐競選，獲得第一名。